# Bodi Rapp
Bodi Rapp is de artiestennaam van de Nederlandse mezzosopraan en alt Johanna Petronella Alberdina Catharina Goetmakers (Almelo, 5 augustus 1900 - Amsterdam, 11 december 1977).

## Loopbaan
Ze werd geboren binnen het gezin van landmeter Petrus Wilhelmus Goetmakers en Catharine Johanna Rapp. Ze is van 1931 tot 1941 getrouwd geweest met (bruggen)architect Piet Kramer. Ze werd in 1952 benoemd tot Officier d’Académie, net als haar begeleider in die tijd Felix de Nobel, vanwege haar uitvoeringen van Frans repertoire.
Haar vader stuurde aan op een ambtelijk leven voor haar. Ze werd tekenares bij de Publieke Werken van Amsterdam, alwaar ze waarschijnlijk haar toekomstige echtgenoot Piet Kramer ontmoette. Ze kreeg privélessen van Jo Immink, Louise Reny en Meta Perleberg. Andere docenten waren Olga Slobodskaja, Felix de Nobel en Hendrik Andriessen. Ze kwam als zangeres Nel Goetmakers midden jaren twintig op de podia. Ze maakte voor een korte periode deel uit van het KRO-trio met pianist Ali Gaillard en bariton Jan van Buggenum, dat ook op de Nederlandse radio te horen was. In 1932 zong ze onder de naam N. Kramer-Goetmakers onder meer bij de Theosofische vereniging, waarvan ze lid was. Op 4 april 1939 gaf ze als Bodi Rapp een liederenavond in de kleine zaal van het Concertgebouw met Felix de Nobel achter de piano. Het wordt door diverse kranten als een debuut gezien. Later was ze daar ook te horen, maar ook in andere concertzalen zoals Pulchri Studio in Den Haag. In 1940 zong ze Alphons Diepenbrocks toonzetting van De klare dag van Frederik van Eeden. Op 22 februari 1948 zong ze Les prières van André Caplet in de grote zaal van het Concertgebouw, met Eduard van Beinum en het Concertgebouworkest. Ze trad in 1948-1949 ook op in Willemstad (Curaçao), Antwerpen en Parijs. Begin 1950 werd ze ondergebrracht in een concertserie in het Concertgebouw met wereldsterren als Elisabeth Schwarzkopf en Peter Pears.
Als zangpedagoge is ze bekend als een van de docenten van Elly Ameling, Aafje Heynis, Lo van Hensbergen, Wout Oosterkamp en Steffy Bijl. Ze was jarenlang als docent verbonden aan het Amsterdams Muzieklyceum.
Ze werd in alle stilte gecremeerd op Westgaarde.